# إيجرليس
إيجرليس (بالإنجليزية: Ežerėlis) هي منطقة سكنية تقع في ليتوانيا في بلدية مقاطعة كاوناس. يقدر عدد سكانها بـ 2,066 نسمة .